# Silla (Coreia)
```
   |-
       |
Erro:
:  
valor não especificado para "
nome_comum
"
```

Silla foi um dos três reinos existentes na Coreia antigamente e o que unificou a Coreia em 668 sob a dinastia da Silla Unificada (668–935). Acredita-se tradicionalmente que Silla foi fundada por Hyŏkkŏse em 57 a.C. Pelo segundo século d.C, uma distinta confederação de tribos locais existia na porção sudeste da península. Com o estabelecimento da monarquia hereditária da família Kim durante o reinado de Naemul (356–402), a promulgação de leis e decretos estatais, e a anexação da parte oriental da Confederação Gaya na ponta oriental da península durante o reinado de Pŏphŭng (514–540), Silla se tornou um reino pleno.
Sua aristocracia era dotada de vários privilégios, e monopolizava todos os portos oficiais importantes. As escavações encontraram adornos extravagantes, que mostram o luxo em que viviam. O budismo teve uma ampla difusão, com incentivo do estado, e vários templos foram erigidos, sendo que os mais marcantes deles foram o Hwangyong-sa, Pulguk-sa, e o Sokkuram.
Durante o reinado de Chinhŭng (540–576) — um corpo militar único, denominado Hwarangdo, foi organizado, e o sistema militar foi realinhado (foi criado uma novela coreana sobre este pais, intitulada Hwarang: The Poet Warrior Youth). No século seguinte, com essa poderosa máquina militar se alinhou com a dinastia chinesa T’ang (618–907) e dominou o Estado de Paekche em 660 e o Estado de Koguryŏ em 668. Isto foi sucedido por quase uma década de guerras, em que o reino de Silla expulsou os exércitos da Dinastia T’ang e unificou a península coreana.

## Território de Silla através dos séculos

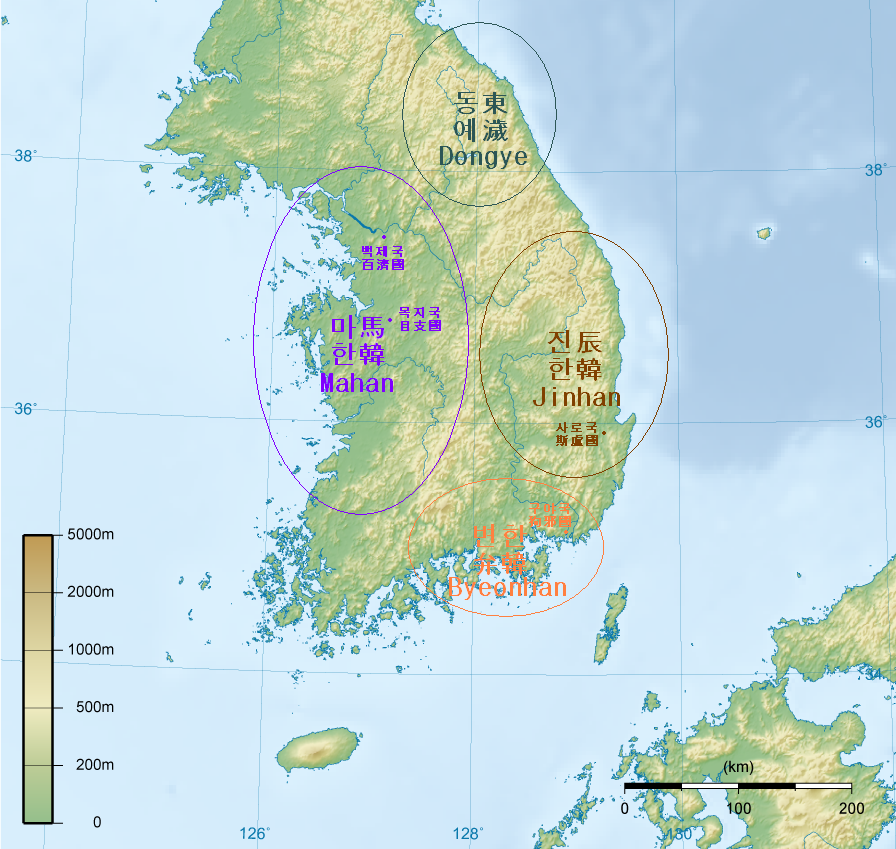
Silla no Samhan
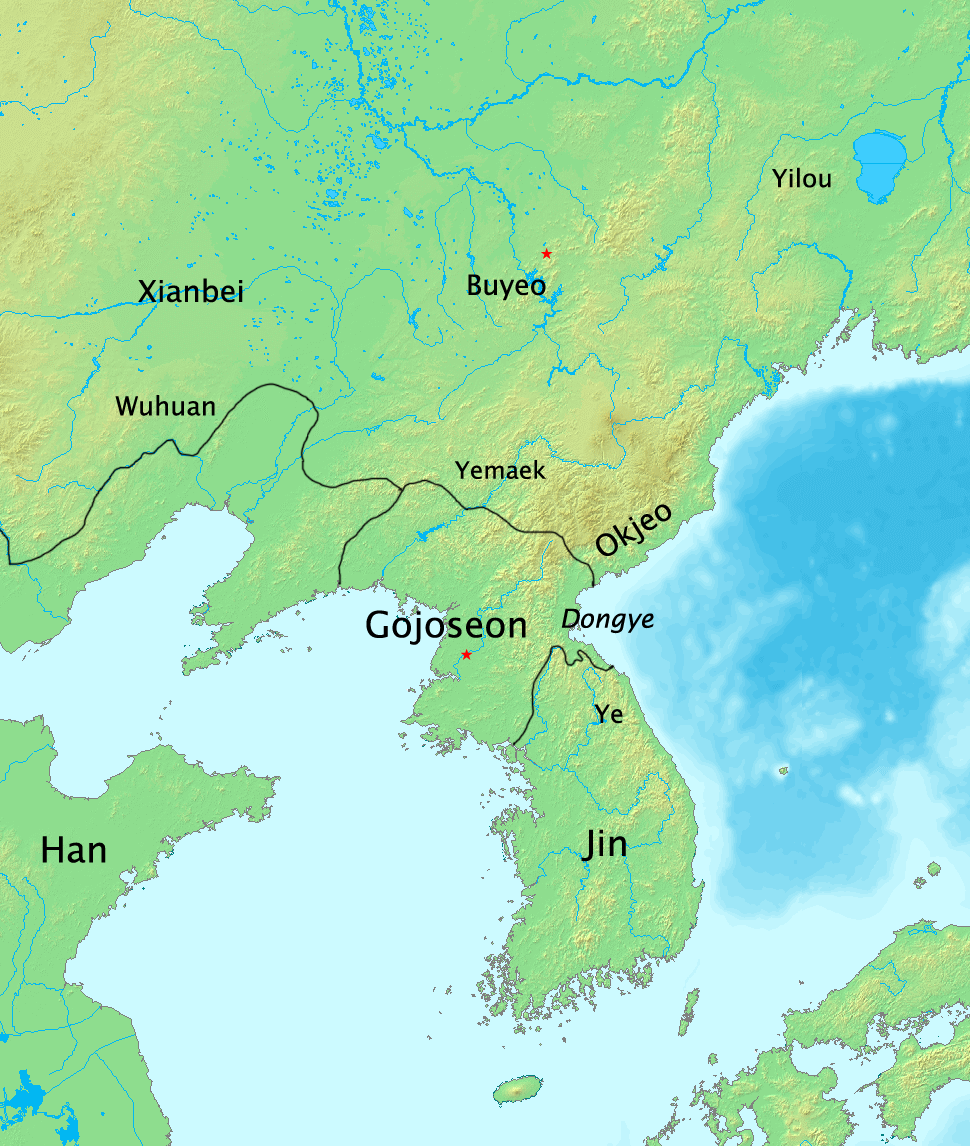
Península Coreana no Seculo I
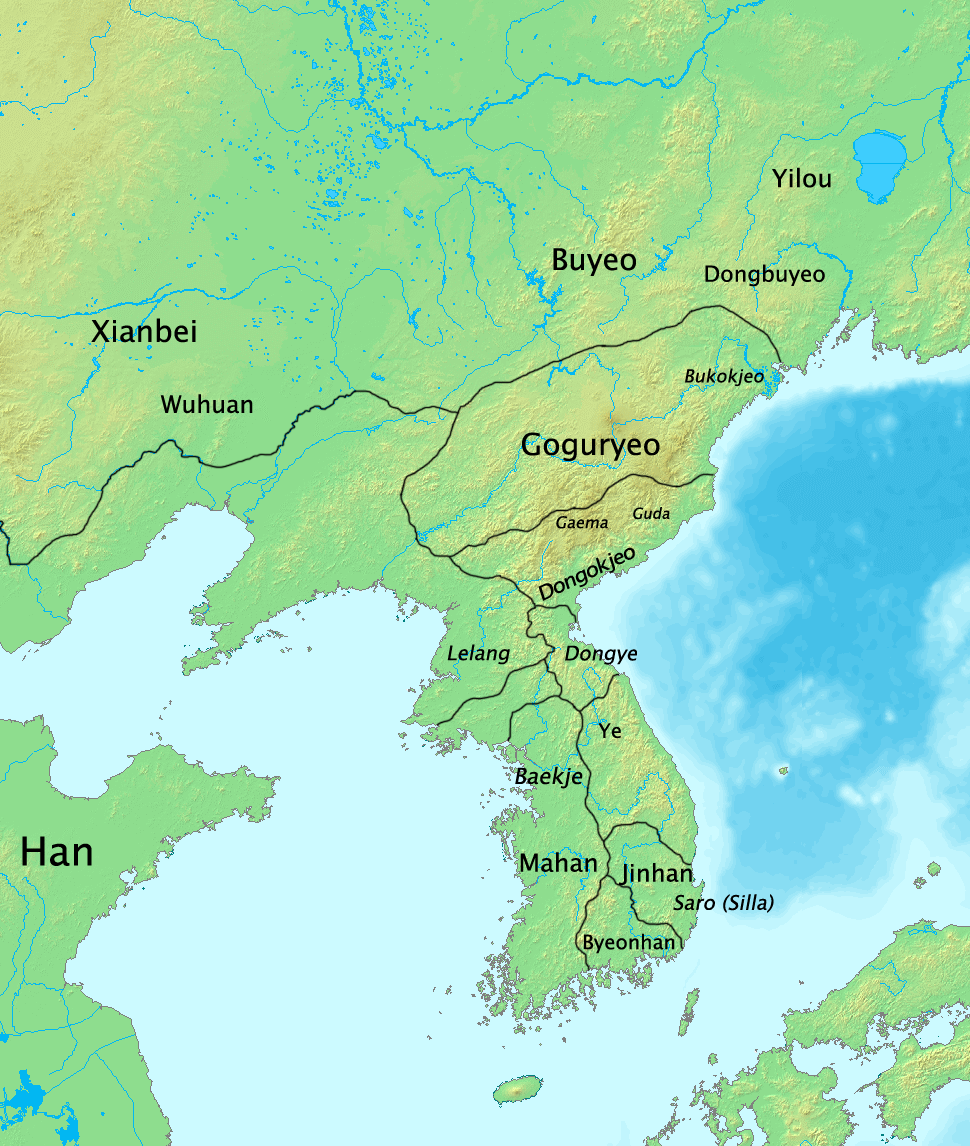
Península Coreana no Seculo I
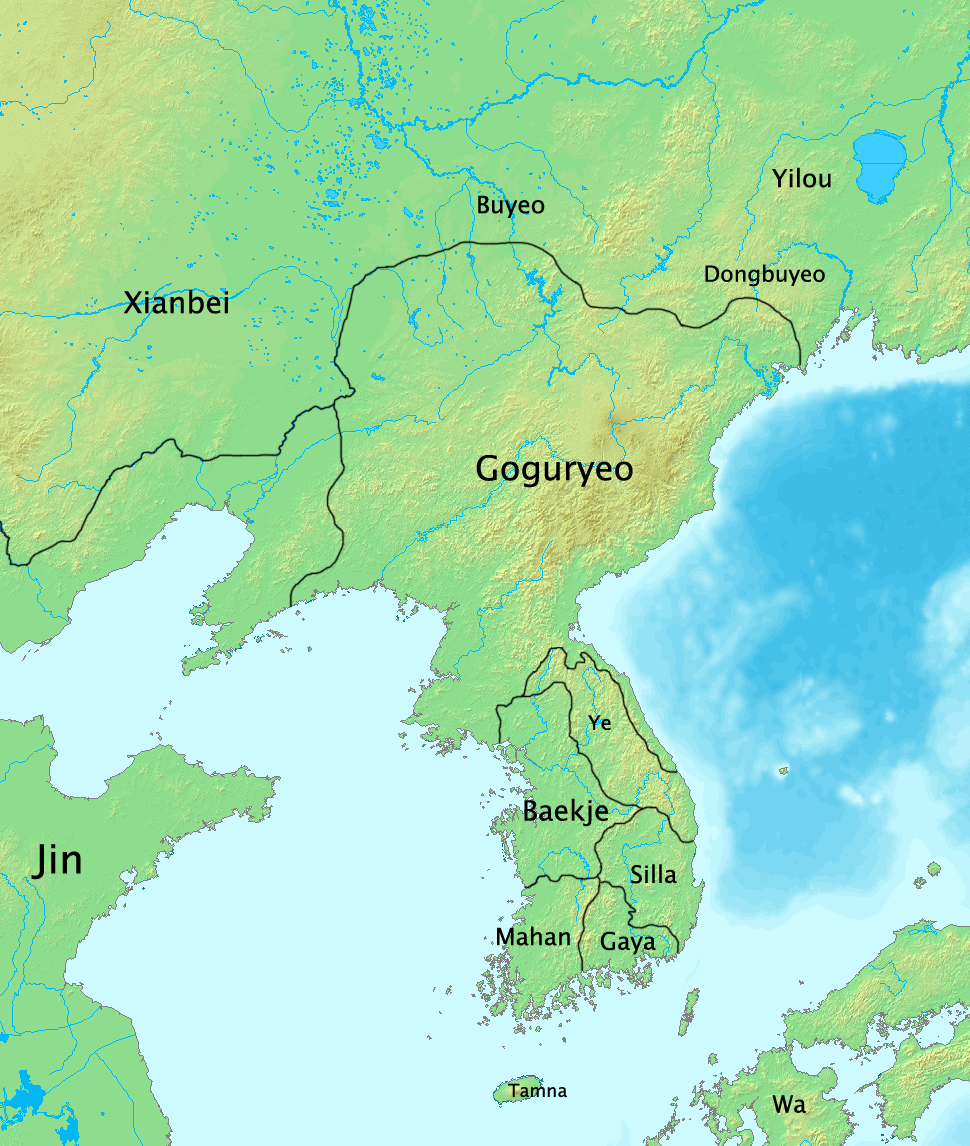
Península Coreana no início do Seculo IV
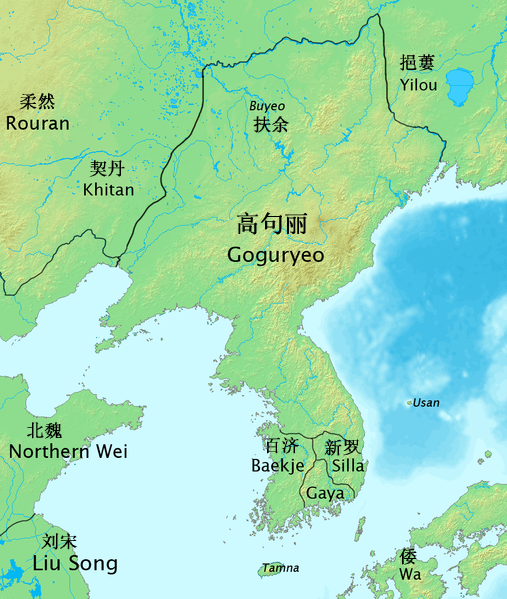
Península Coreana no final do Seculo V
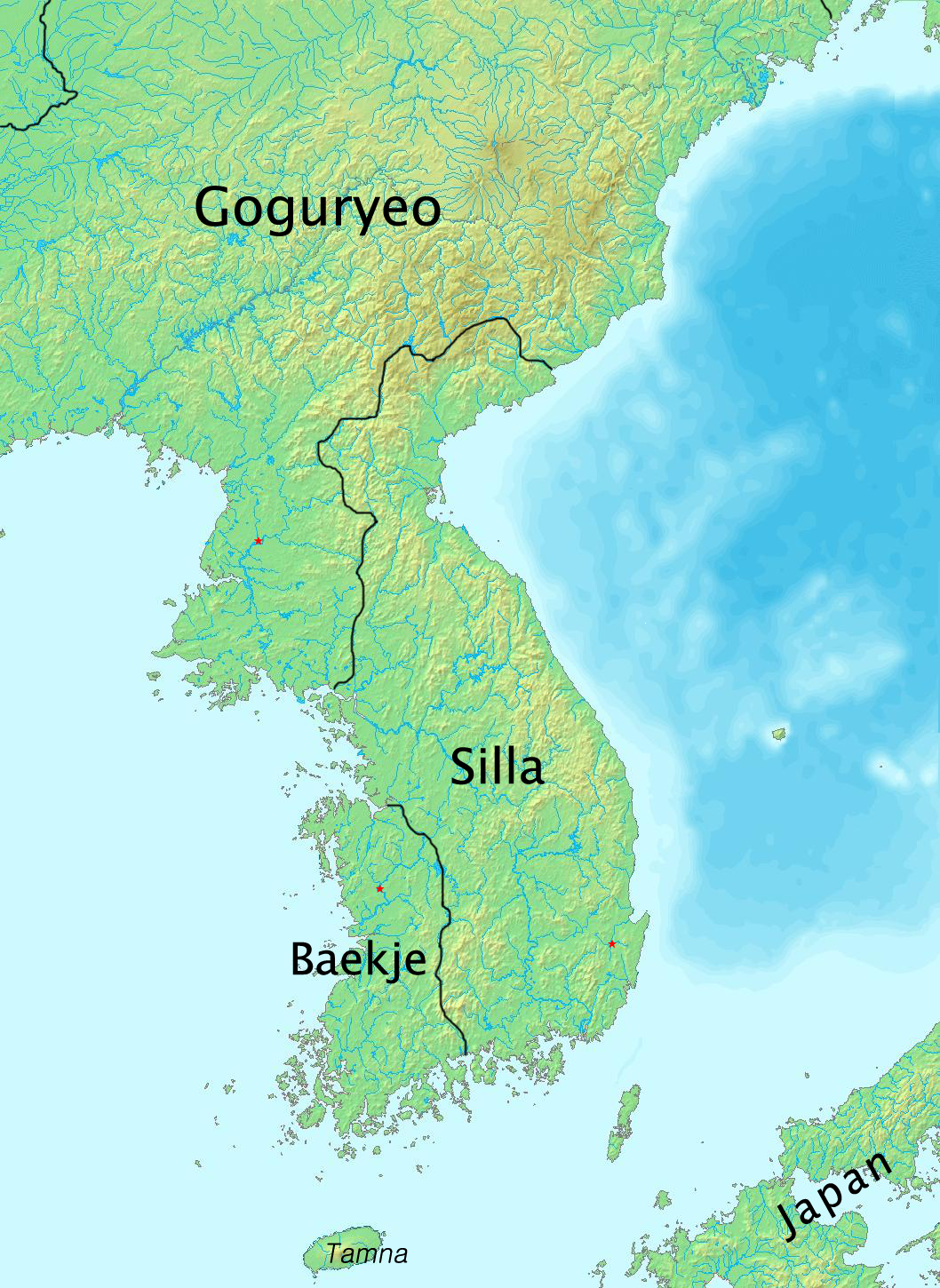
Península Coreana no Seculo VI auge de Silla
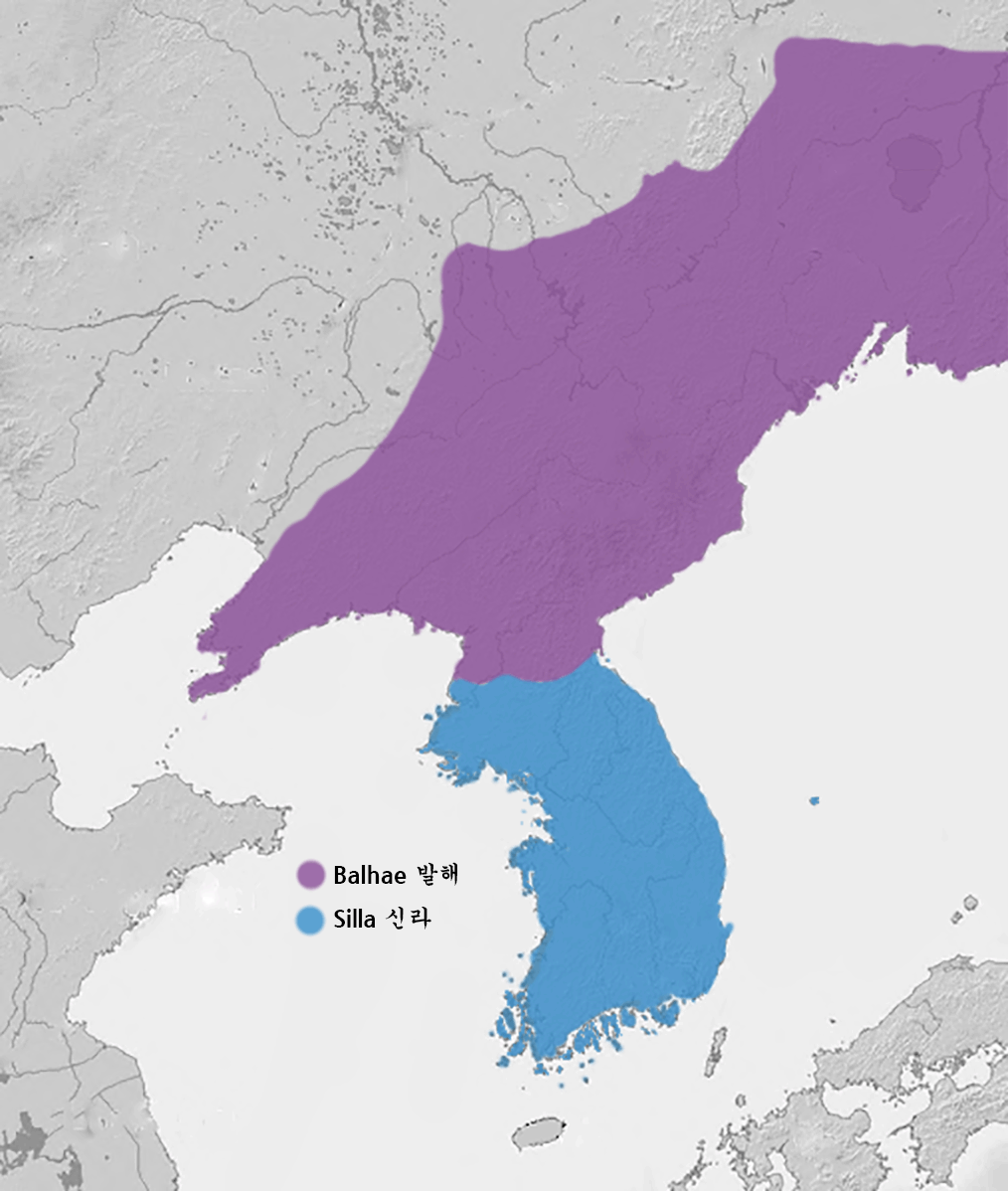
Península Coreana no Seculo IX, Silla Unificada